# الكلمة (فلم)

الكلمة هو فيلم دراما دنماركي من إخراج كارل تيودور دراير وبطولة هنريك مالبيرغ، إميل هاس كريستنسن وبريبين ليردورف راي، صدر الفيلم في الدنمارك في 10 يناير 1955.

## روابط خارجية
- الكلمة على موقع IMDb (الإنجليزية)
- الكلمة على موقع روتن توميتوز (الإنجليزية)
- الكلمة على موقع ألو سيني (الفرنسية)
- الكلمة على موقع Turner Classic Movies (الإنجليزية)
- الكلمة على موقع أول موفي (الإنجليزية)
- الكلمة على موقع فيلمافينيتي (الإسبانية)
- الكلمة على موقع قاعدة بيانات الأفلام السويدية (السويدية)
- الكلمة على موقع قاعدة بيانات الفيلم (الإنجليزية)
- الكلمة على موقع ليتربوكسد (الإنجليزية)
- الكلمة على موقع كينوبويسك (الروسية)